# سیارک ۱۴۴۷
سیارک ۱۴۴۷ (به انگلیسی: 1447 Utra، نامگذاری:1938BB) هزار و چهارصد و چهل و هفتمین سیارک کشف شده‌است که در ۲۶ ژانویه ۱۹۳۸ کشف شد.
قدر مطلق سیارک برابر ۱۱٫۳۰ است.